# Daybreak (настільна гра)
Daybreak (у Німеччині відома як e-Mission) — кооперативна настільна гра про кліматичні дії, розроблена Меттом Лікоком і Маттео Менапейсом та випущена у 2023 році. Гравці виступають у ролі світових держав, співпрацюючи для зменшення глобальних викидів та захисту суспільств від кліматичних криз.

## Опис гри
У Daybreak кожен гравець контролює одну зі світових держав: США, Китай, Європейський Союз або «Глобальний Південь». Мета гри — спільними зусиллями знизити глобальні викиди до нульового рівня, впроваджуючи політики та технології для боротьби з глобальним потеплінням та побудови стійких суспільств.
Гра вимагає від гравців балансувати між зменшенням викидів та захистом населення від криз. Якщо глобальна температура підніметься занадто високо або якщо надто багато людей опиняться в кризі, всі гравці програють. Перемога досягається лише через співпрацю та стратегічне планування.

## Розробка та видання
Розробка гри почалася у березні 2020 року. Метт Лікок, відомий за грою Пандемія, та Маттео Менапейс прагнули створити гру, яка б не лише розважала, але й навчала про важливість колективних дій у боротьбі зі зміною клімату. Гра базується на реальних даних та політиках, а також включає понад 150 карт із різними рішеннями для боротьби зі зміною клімату.
Художнє оформлення гри виконане Мадсом Бергом. Daybreak випущена видавництвом CMYK у 2023 році, а в Німеччині гра відома під назвою e-Mission та видається Schmidt Spiele.

## Відгуки та нагороди
Daybreak отримала позитивні відгуки за інноваційний підхід до висвітлення теми зміни клімату та кооперативний геймплей. Гра була номінована на кілька престижних нагород:
- 2024 — Перемога на Kennerspiel des Jahres (як e-Mission)[2]
- 2024 — Рекомендація American Tabletop Strategy Games
- 2023 — Номінація на Meeples Choice Award[3]
- 2023 — Номінації на Golden Geek Award у категоріях «Найбільш інноваційна настільна гра» та «Найкраща кооперативна гра»

У статті для Forbes Джеймс Морріс зазначив, що Daybreak пропонує унікальний підхід до проблеми зміни клімату, заохочуючи гравців співпрацювати та знаходити рішення у форматі гри.